# بخش پایک (شهرستان استارک، اوهایو)
بخش پایک (به انگلیسی: Pike Township) یک منطقهٔ مسکونی در ایالات متحده آمریکا است که در شهرستان استارک، اوهایو واقع شده‌است.
 بخش پایک ۸۲٫۵ کیلومتر مربع مساحت و ۴٬۰۸۸ نفر جمعیت دارد و ۳۴۱ متر بالاتر از سطح دریا واقع شده‌است.